# 직접증거
직접증거(直接證據)는 다투고 있는 주요사실의 존부를 직접 증명하는 증거를 말한다. 매매계약의 존재를 증명하는 계약서나 변제에 의한 채무의 소멸을 직접 증명하는 영수증 등이 여기에 속한다.

## 같이 보기
- 전문증거